# Samadhi Zendejas

Samadhi Zendejas  (Mexikóváros, Mexikó, 1994. december 27. –) mexikói színésznő, énekesnő.

## Élete és pályafutása
1994. december 27-én született Mexikóvárosban. Testvére a szintén színész Adriano Zendejas. Karrierjét 2009-ben kezdte az Atrévete a soñar című sorozatban, ahol Amaya szerepét játszotta. 2010-ben szerepet kapott a Mujeres asesinasban. 2011-ben megkapta Abril szerepét az Esperanza del corazón című telenovellában.

## Filmográfia

### Telenovellák
- Atrévete a soñar (2009-2010) .... Amaya Villalba
- Esperanza del corazón (2011-2012) .... Abril Figueroa Guzmán / Abril Figueroa Duprís
- A sors útjai (Un camino hacia el destino) (2016) .... Nadia

### Sorozatok
- Como dice el dicho (2013) .... Andrea
- Como dice el dicho  2013....Yadira
- Como dice el dicho (2011)
- Gritos de muerte y libertad (2010) .... Matilde
- Mujeres asesinas 3 (2010) .... Lorena
- La rosa de Guadalupe (2009) .... Lili
- María de todos los Ángeles...Extra
- Las chachas no van al cielo (2011)